# Betalningskod
Betalningskod är en tresiffrig kod som anger vad en betalning avser vid rapportering av utlandstransaktioner till Skatteverket. Betalningskod måste anges om betalningen överstiger 150 000 kronor.